# Diego Jaén Botella
Diego Jaén Botella (Elx, 1900 - Melilla, 7 d'octubre de 1936) va ser un professor, sacerdot i polític socialista valencià, víctima de la repressió en la zona franquista durant la Guerra Civil.
Format en el seminari d'Oriola, va ser ordenat sacerdot amb vint-i-dos anys però va deixar la carrera eclesiàstica cinc anys després. Resident a Melilla des que fos destinat a una parròquia de la localitat i conegut com a "pare Jaén", en la dècada de 1930 va ingressar en el Partit Socialista Obrer Espanyol (PSOE) amb el qual va ser escollit el 1936 com a compromissari per a l'elecció del president de la República. Amb el cop d'estat del 18 de juliol de 1936 va ser detingut pels revoltats a Melilla, tancat en una gàbia exposada al públic, torturat a l'Alcassaba de Zeluan, cremat a la plaça d'Espanya i executat després.